# CAGE FORCE (2010年2月)
CAGE FORCE（ケージ・フォース）は、日本の総合格闘技団体「CAGE FORCE」の大会の一つ。2010年2月11日、東京都江東区有明のディファ有明で開催された。

## 大会概要
メインイベントでは永田克彦が2009年に戦極G!杯にも出場した安藤晃司と対戦し、判定勝ちを収めた。

## 試合結果
第1試合 フェザー級 3分3R
○  亮AKB vs.  山口薫 ×
3R 0:44 TKO（レフェリーストップ：パウンド）
第2試合 ライト級 3分3R
○  大勝☆ケン vs.  梅田恒介 ×
3R終了 判定2-0
第3試合 ミドル級 3分3R
○  坂下裕介 vs.  小川健 ×
1R 0:42 TKO（レフェリーストップ：マウントパンチ）
第4試合 フライ級 3分3R
○  佐藤"cat"逸人 vs.  宮川博孝 ×
1R 1:35 三角絞め
第5試合 フェザー級 5分3R
○  高橋渉 vs.  RUNKI ×
1R 4:26 腕ひしぎ十字固め
第6試合 ライト級 5分3R
○  永田克彦 vs.  安藤晃司 ×
3R終了 判定2-0